# Friedenskirche Hochgründeck
Die St. Vinzenz Friedenskirche ist die Privatkapelle des Heinrich-Kiener-Hauses am Hochgründeck in der Gemeinde St. Johann im Pongau, Land Salzburg. Sie liegt unweit des Gipfels oberhalb der Hütte auf 1808 m ü. A.

## Geschichte
Die Holzkirche wurde nach einem Entwurf und auf Initiative den Hüttenwirtes Hermann Hinterhölzl vom Heinrich-Kiener-Haus von 2003 bis 2004 erbaut. Erzbischof Alois Kothgasser weihte die Kirche am 5. September 2004 auf den Heiligen und Schutzpatron der Holzfäller Vinzenz von Valencia. Die Kirche beinhaltet auch eine Reliquie der Heiligen Edith Stein.
Der Fußweg von Bischofshofen über den Hofersattel bis zur Kirche wurde als Themenweg der „Friedensstifter/innen“ gestaltet (Friedensweg). Die Friedenskirche liegt am St.-Rupert-Pilgerweg Sankt Gilgen – Bischofshofen, der über die Hörndlkapelle zum Missionshaus St. Rupert hinunterführt (Route 3, Etappe 17).

## Architektur und Ausstattung
Diese Kirche ist bis ins kleinste Detail der Form und der Maße symbolisch gestaltet.
- Holz

Das Holz symbolisiert die Schöpfung Gottes und wurde aus der unmittelbaren Umgebung verwendet!

Der 360°-Rundblick lässt unseren Blick in die Ferne schweifen und zeigt uns einen Hauch der Kreativität Gottes in seiner Schöpfung – um dann wieder auf das leere Kreuz auf der Dachspitze zurückzukehren: Leer, weil Jesus Christus auferstanden ist – dadurch wird Gottes Gnade zu uns Menschen sichtbar.

Durch die Jahresringe ist das Wachsen und Werden in der Zeit sichtbar.

Gleichzeitig wird aber auch die Vergänglichkeit eines Menschen dadurch zum Ausdruck gebracht (siehe den Vergleich zum Hauch in Jes 58,13 )
- Grundriss

Die Holzkirche hat den Grundriss eines gleichseitigen Kreuzes und wurde zwischen den Holzsäulen mit Schindeln verkleidet. Mittig hat die Kirche einen eingezogenen ungleichmäßigen achteckigen Dachreiter mit einem kreuzförmigen Satteldach analog dem Kirchenschiff.
- Bauhöhe

Vom Boden bis zur Turmspitze sind es neun Meter; dies erinnert an das menschliche Werden im Mutterleib.
- Gesamtlänge und -breite der Kirche

Diese beträgt jeweils sieben Meter und erinnert an die göttliche Fülle und Vollkommenheit.
- Winkelanzahl

Außen wurde in die 12 Säulen die Zwölf Stämme Israels eingeschnitzt. Innen wurden die 12 Wände mit den Zwölf Aposteln bezeichnet.

Die zwölf Apostel, welche vom Fundament Jesus Christis als erste Verkünder des Evangeliums eingesetzt wurden, riskierten alle ihr Leben für die Verkündigung der Wahrheit des Evangeliums (Missionsbefehl in Mt 28,16-20 ).

- Altar

Der Altar besteht aus einer 365 kg schweren Granitplatte (ein Jahr hat 365 Tage), welche auf drei Granitfindlingen (Gott Vater, Gott Sohn und Heiliger Geist) ruht.
Im Alten Bund mussten aufgrund der eigenen Sünden laufend Opfer zum Zelt der Begegnung gebracht werden, welche dann durch einen Priester auf dem Altar stellvertretend zur Sündenzudeckung dargebracht wurden. 
Nur ein Mal im Jahr durfte der Hohepriester unter Einsatz seines Lebens nach speziellen Reinigungszeremonien ins Allerheiligste eintreten, um dort stellvertretend für die Sünden des ganzen Volkes zu opfern.
Im Neuen Bund ist Jesus Christus als Messias einmal für alle Sünden der gesamten Menschheit und der gesamten Zeit vom Vater stellvertretend bestraft worden (auch Hebr 9,12 ). 

- Bestuhlung

Die Bestuhlung wurde aus fünf verschiedenen Hölzern, als Symbol für die Bewohner der fünf Erdteile, geschaffen.
Das Evangelium ist natürlich für alle Geschöpfe Gottes von Relevanz und soll zu möglichst vielen Kindern Gottes führen.
- Gottes Relevanz

Im Dachreiter hängt eine 1.040 kg schwere Glocke, welche von der Gemeinde Anthering finanziert wurde.
Das Tönen der Glocke soll uns Menschen daran erinnern, dass Gott in unserem täglichen Leben von Relevanz ist.
- Zugänglichkeit

Im Alten Bund durften nur Israeliten ins Zelt der Begegnung eintreten. Im Neuen Bund versammelten sich die Christen dann überall.
So steht auch diese Kirche allen immer offen.